# CA San Telmo
Club Atlético San Telmo jest argentyńskim klubem z siedzibą w Isla Maciel, dzielnicy miasta Avellaneda będącego częścią zespołu miejskiego Buenos Aires.

## Osiągnięcia
- Primera Amateur: 1949
- Mistrz czwartej ligi (Primera C): 1956, 1961, 1994

## Historia
Klub założony został w roku 1904 pod nazwą San Telmo Football Club co wynikało z ówczesnej mody nazywania klubów w Argentynie po angielsku, czyli w języku propagatorów futbolu. Przykładem były takie kluby jak River Plate, Boca Juniors, Newell’s Old Boys, Racing Club oraz Chaco For Ever. 
W latach 20. XX wieku klub zmienił nazwę na obecnie obowiązującą - Club Atlético San Telmo. Początkowo kolory klubu były niebiesko-białe, teraz są niebieskie lub błękitne. W roku 1975 klub awansował do pierwszej ligi (Primera división argentina), jednak już w następnym sezonie doszło do spadku. Obecnie drużyna San Telmo gra w trzeciej lidze argentyńskiej Primera B Metropolitana.